# Чарін Віктор Сильвестрович
Віктор Сильвестрович Чарін (7 листопада 1919, Поєлгіно — 16 жовтня 2008, Єкатеринбург) — російський і український математик, доктор фізико-математичних наук, професор, засновник кафедри математичних основ кібернетики факультет комп'ютерних наук та кібернетики Київського національного університету імені Тараса Шевченка.

## Життєпис
1941 року закінчив Казанський університет.
З 1941 по 1945 — у діючий армії, командир артилерійського взводу.
1948—1951 рр. — аспірант кафедри алгебри Уральського університету (науковий керівник — Сергій Черніков). В 1951 р. захистив кандидатську дисертацію на тему «Про розв'язувані групи з раціональним рядом скінченої довжини».
Після закінчення аспірантури працював на кафедрі алгебри Уральського університету: з 1951 по 1955 р. — асистент, з 1955 по 1961 р. — доцент тієї ж кафедри.
З 1961 по 1965 р. — старший науковий співробітник Інституту математики Сибірського відділення АН СРСР.
1963 року захистив докторську дисертацію в Новосибірську на тему «Топологічні групи з умовами скінченності та розв'язуваності»
З 1965 професор кафедри алгебри механіко-математичного факультету Київського державного університету імені Т. Г. Шевченка. З 1971 року — професор кафедри теоретичної кібернетики факультету кібернетики.
1972 року створив і очолив кафедру математичних основ кібернетики факультету кібернетики (з 1997 р. — кафедра дослідження операцій). З 1982 по 1991 — професор кафедри.
Викладав курси «Вища алгебра», «Лінійна алгебра», «Загальна теорія алгебраїчних систем», створив програми курсу алгебри та аналітичної геометрії спеціально для факультету кібернетики.
Під його керівництвом захищено 15 кандидатських дисертацій і за його консультуванням 2 докторські дисертації (Ігор Протасов, Юрій Мухін).

## Наукові інтереси
- теорія груп